# Ecbolemia daghestanica
Ecbolemia daghestanica är en fjärilsart som beskrevs av Charles Boursin 1943. Ecbolemia daghestanica ingår i släktet Ecbolemia och familjen nattflyn. Inga underarter finns listade i Catalogue of Life.